# Península de Fosheim
La península de Fosheim se encuentra al oeste de la isla de Ellesmere, una parte de la región Qikiqtaaluk del territorio canadiense de Nunavut. Eureka es una comunidad de investigación permanente, se encuentra al lado norte del fiordo Slidre, a pocos kilómetros al este del estrecho de Eureka. Aunque la península fue avistada por primera vez por el explorador Ártico Adolphus Greely en 1881, no fue explorada hasta 1899 por Otto Sverdrup, quien la nombró en honor a Ivar Fosheim, un miembro de su expedición.

## Galería

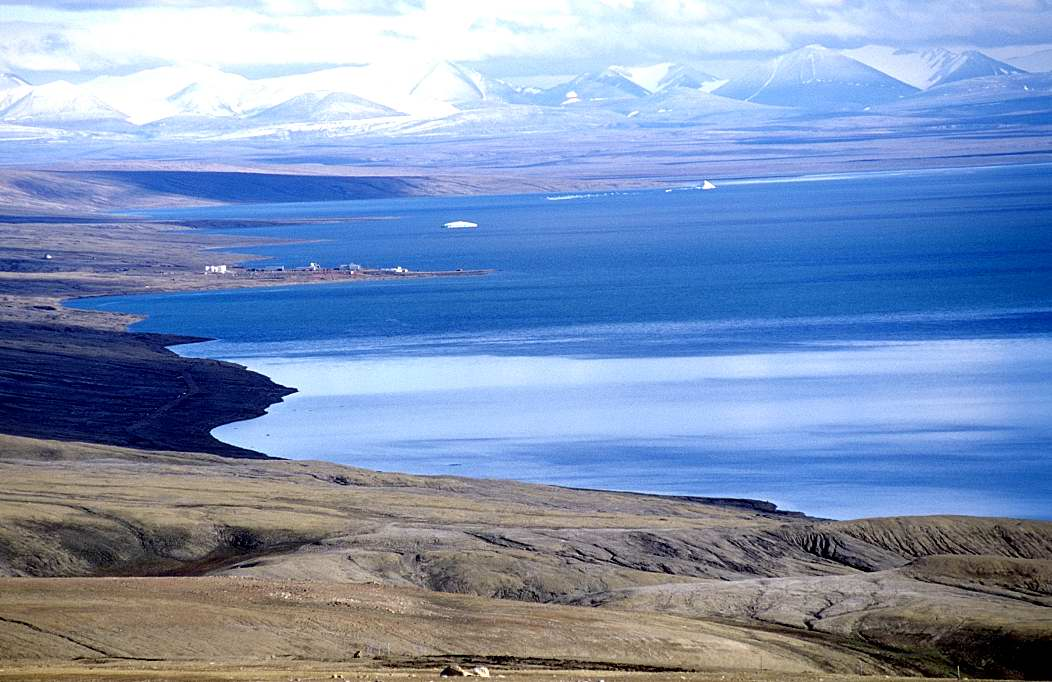
Rango del Sawtooth